# آندره د جاینت
آندره د جاینت (فرانسوی: André the Giant‎; ۱۹ مهٔ ۱۹۴۶ – ۲۷ ژانویهٔ ۱۹۹۳) یک کشتی‌گیر حرفه‌ای و هنرپیشه اهل فرانسه بود. از فیلم‌ها یا برنامه‌های تلویزیونی که وی در آن نقش داشته‌است، می‌توان به کونان ویرانگر، افسانه‌های واهی و مرد شش میلیون دلاری اشاره کرد.